# AR (DM Command)
AR (ARROW_RIGHT)とは、アポロコンピュータ社のコンピュータに搭載されていたウィンドウシステム（ディスプレイマネージャ）で利用できた、制御コマンド『DMコマンド』の一つ。

## 概要
AR コマンドは，現在のカーソルの位置からカーソルを右に一文字移動する。
デフォルトでは，左側のキー・パッド上の右向き矢印キー（LC）がこのコマンドを実行する． 

## 利用法
カーソルキーにこのキーを定義し利用する.
DM入力ウィンドウにて、キー入力を行うことで、定義が行える。
KD LC AR